# Bibliografia Analityczna Bibliotekoznawstwa i Informacji Naukowej
Bibliografia Analityczna Bibliotekoznawstwa i Informacji Naukowej, (BABIN) – bibliografia ukazująca się jako kwartalnik, rejestrująca piśmiennictwo zagranicznege z zakresu bibliologii i informatologii, dodawany do Przeglądu Bibliotecznego. Zawiera wykaz analiz dokumentacyjnych z wybranych najważniejszych i najbardziej reprezentatywnych dla bibliotekoznawstwa i informacji naukowej tytułów czasopism zagranicznych, wpływających do Biblioteki Narodowej. Dotyczą one następujące zagadnienia: bibliografię, bibliotekarstwo, dokumentację i informację naukową, historię książek bądź spraw wydawniczych.
Jest opracowywany w Instytucie Bibliograficznym Biblioteki Narodowej w Warszawie. Początkowo publikowana jako Przegląd Piśmiennictwa o Książce (1951-1969). Następnie od roku 1969 publikacja zmieniła nazwę na BABIN.
Odbiorcami Przeglądu Piśmiennictwa o Książce byli pracownicy książki z całego kraju. Pozycje były wykazywane pod nagłówkami klasowymi lub przedmiotowymi uszeregowane alfabetycznie po kilka w każdym zeszycie. W każdym z pierwszych roczników (1951-1953) umieszczony jest indeks przedmiotowy, natomiast w czwartym, umieszczono indeks do wszystkich czterech roczników (1954).
BABIN dostarcza informacji o artykułach zagranicznych czasopism dostępnych w Polsce. 

## Budowa
Zrąb główny bibliografii stanowią analizy i adnotacje artykułów z czasopism zagranicznych, uporządkowane w obrębie 15 grup rzeczowych:
1. Bibliografia
2. Bibliotekarstwo (opracowania ogólne)
3. Bibliotekarstwo (rodzaje bibliotek)
4. Bibliotekarstwo (w poszczególnych krajach)
5. Gromadzenie i przechowywanie zbiorów
6. Informacja naukowa i dokumentacja (opracowania ogólne)
7. Informacja naukowa i dokumentacja (technika i metodyka)
8. Informacyjna działalność biblioteki
9. Języki informacyjno-wyszukiwawcze
10. Rzeczowe opracowanie dokumentów
11. Katalogi
12. Katalogowanie
13. Szkolenie zawodowe
14. Udostępnianie zbiorów. Korzystanie z bibliotek
15. Zawód

BABIN posiada indeksy: autorski i przedmiotowy, także wykaz skrótów czasopism.
Podaje opisy bibliograficzne artykułów z uwzględnieniem przekładu tytułów na język polski, zawiera również adnotacje analityczne referujące treść publikacji. Prócz tego zamieszczana jest informacja o zawartości dokumentu w języku polskim (przez rozszerzone tłumaczenie tytułu i zwięzłe scharakteryzowanie treści). Wszelkie analizy artykułów są sporządzane z autopsji.

## Redakcja
Redaktorzy Bibliografii Analitycznej Bibliotekoznawstwa i Informacji Naukowej na przestrzeni lat:
- Helena Hleb-Koszańska (1951-1954)
- Jan Kossonoga (1954)
- Henryk Sawoniak (1955-1973)
- Barbara Eychlerowa (1974)[2]
- Barbara Eychlerowa i Krystyna Klejn (1988)
- Barbara Eychlerowa i Alina Nowińska (1991)
- Alina Nowińska (1991-2007)
- Alina Nowińska i Małgorzata Waleszko (2008)
- Małgorzata Waleszko (2008-...)